# Bedford Brava
Bedford Brava – samochód osobowy typu pickup produkowany przez przedsiębiorstwo Bedford Vehicles.
Bedford Brava z początku lat osiemdziesiątych miał nadwozie 3-osobowe osadzone na ramię podłużnicowej. Wozy pick-up 4x4 miały spodnie osłony przeciwbłotne, które chroniły chłodnice, przekładnie i zbiornik paliwa. Oś przednia miała niezależne zawieszenie na podwójnych wahaczach poprzecznych (w układzie trapezowym) ze stabilizatorem i drążkami skrętnymi, zaś oś tylna była sztywna zamocowana na resorach pół eliptycznych. Mocy dostarczał za pośrednictwem pięciostopniowej skrzyni biegów silnik benzynowy o pojemności 2,2 l (89 KM) lub diesel o pojemności 2,2 l (53 KM).
Prześwit samochodu wynosi 210 mm, a w wersji 4x4 - 220 mm.